# Bitwa pod Kadesz (powieść)

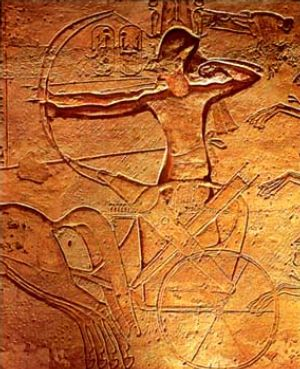
Faraon w bitwie pod Kadesz (relief świątyni w Abu Simbel)

Bitwa pod Kadesz (oryg. fr. Ramsès: Le Bataille de Kadesh) – powieść historyczna Christiana Jacqa z 1996 r. o czasach faraona Ramzesa Wielkiego.
Trzecia część pięciotomowego cyklu powieściowego o panowaniu Ramzesa II Wielkiego, wydana przez paryskie wydawnictwo Robert Laffont w 1996. Pozostałe części pentalogii to Syn światłości (I), Świątynia milionów lat (II), Wielka pani Abu Simbel (IV) i Pod akacją Zachodu (V). 

## Treść
Zagrożony agresją wojowniczych Hetytów Egipt XIX dynastii rządzony jest od pewnego czasu przez znakomitego władcę, którego panowaniu grożą jednak nowe niebezpieczeństwa. Jednym z nich jest spisek pałacowy z udziałem m.in. starszego brata, który zawistnie pragnie zająć jego miejsce. Konspiracja w otoczeniu Ramzesa ma też ścisłe powiązania z Hetytami zamierzającymi bez podboju uzależnić bogaty Egipt w porozumieniu z nowym faraonem. Również na ich dworze toczy się skryta walka pomiędzy rozważnym bratem hetyckiego władcy – Hattusilem, a jego gwałtownym i bezwzględnym synem Uri-Teszubem. Dyplomacja faraona zręcznie próbuje ją wykorzystać, ale jego wszelkie starania upośledza tajemnicza choroba ukochanej małżonki wywołana czarami. Aby ją ocalić, Ramzes najpierw musi wyprawić się na południe i zdobyć jako lek magiczny „kamień bogini”, a następnie na czele wojsk skierować się na północ, by pod Kadesz zbrojnie rozstrzygnąć kwestię dominacji na wschodzie i ocalenia suwerenności Egiptu.

## Główne postacie
- faraon Ramzes – „Syn światłości, pan Górnego i Dolnego Egiptu”
- Nefertari – pierwsza żona faraona
- Muwattali – władca państwa Hetytów
- Uri-Teszub – syn Muwattalego
- Hattusil – brat Muwattalego
- Benteszina – książę Amurru, chwiejny sojusznik Egiptu
- Asza – szef dyplomacji i "minister spraw zagranicznych", naczelnik służb wywiadowczych
- Serramanna – Sardyńczyk, dowódca straży faraona
- Ameni – pierwszy sekretarz i zaufany faraona
- Szenar – brat faraona i wcześniejszy minister spraw zagranicznych
- Meba – jego zastępca
- Grymaśna – siostra faraona, wciągnięta w spisek przeciw niemu
- Ofir – libijski mag, główny organizator spisku przeciwko Ramzesowi
- Lita – medium wykorzystywane przez Ofira
- Rome – zdradziecki kucharz na dworze faraona
- Raia – syryjski kupiec, uczestnik spisku
- Renuf – memficki kupiec, uczestnik spisku
- Tuja – faraońska królowa matka
- Setau i Lotos – faraoński medyk i jego nubijska żona
- Putuhepa – kapłanka, małżonka Hattusila